# Akademia Oświaty Uniwersytetu Witolda Wielkiego
Akademia Oświaty Uniwersytetu Witolda Wielkiego (lit. Vytauto Didžiojo universiteto Švietimo akademija; w latach 2011–2019 Litewski Uniwersytet Nauk Edukacyjnych, lit. Lietuvos edukologijos universitetas, LEU; wcześniej Wileński Uniwersytet Pedagogiczny, lit. Vilniaus pedagoginis universitetas, VPU) – litewska jednostka dydaktyczno-naukowa z siedzibą w Wilnie specjalizująca się w kształceniu przyszłych nauczycieli i pedagogów, będąca od 2019 roku częścią Uniwersytetu Witolda Wielkiego.

## Historia i współczesność
Korzenie placówki sięgają 1935 roku, gdy w Kłajpedzie władze litewskie założyły Narodowy Instytut Pedagogiczny przeniesiony w marcu 1939 do Poniewieża, a po przejęciu Wilna przez Republikę Litewską w październiku tego roku do jej nowej stolicy, gdzie przez cały okres sowiecki (1940–1990) funkcjonował pod nazwą Wileńskiego Instytutu Pedagogicznego.
Po odzyskaniu przez Litwę niepodległości rangę placówki podniesiono zmieniając w 1992 jej nazwę na Wileński Uniwersytet Pedagogiczny. W 2007 w murach uczelni studiowało około 12,5 tys. studentów. Od 2011 do 2019 był to Litewski Uniwersytet Nauk Edukacyjnych.